# Common Reaction
Common Reaction je debutové album skupiny Uh Huh Her, které bylo vydáno 19. srpna 2008 v USA. Toto elektropopové album bylo nazpíváno Camilou Grey a Leishou Hailey, která také ukázala své schopnosti hry na kytaru a klávesy. 

Píseň "Explode" byla použita v TV seriálu Láska je Láska, v 5. řadě v dílu s názvem Lady Of The Lake. Leisha Hailey ztvárňuje v tomto seriálu postavu Alice. Píseň "Dreamer" zazněla v 15. dílu deváté série seriálu Smallville.

## Seznam písní
1. „Not a Love Song“ – 3:33
2. „Explode“ – 2:50
3. „Wait Another Day“ – 4:01
4. „Common Reaction“ – 4:01
5. „Say So“ – 3:29
6. „Covered“ – 3:54
7. „Everyone“ – 3:37
8. „Away From Here“ – 3:22
9. „So Long“ – 2:42
10. „Dance With Me“ – 3:02
11. „Dreamer“ – 3:53

## Bonusový song
1. „Not a Love Song“ (Morgan Page Remix) – 7:13

## Hudební videa
- "Not a Love Song" (2008)[1]
- "Explode" (2008)[2]

## Hitparády

### Album
| Hitparáda (2008)          | Nejvyšší Pozice |
| ------------------------- | --------------- |
| Billboard Top Heatseekers | 9               |

## Obsazení
- Al Clay – perkusista, producent, technik, mix
- Camila Grey – syntetizátor, basa, kytara, arranžér, klávesy, zpěv, producent, perkusista
- Leisha Hailey – syntetizátor, zpěv, basa
- Jordan Medina – bubny
- Brad Ackley – kytara, basa